# Metaiurus stathiae
Espèce
Synonymes
- Protoiurus stathiae Soleglad, Fet, Kovařík & Yağmur, 2012

Metaiurus stathiae est une espèce de scorpions de la famille des Iuridae.

## Distribution
Cette espèce est endémique du Dodécanèse en Grèce. Elle se rencontre sur Kárpathos.
Sa présence est incertaine sur Kassos et Saria.

## Description
Le mâle holotype mesure 69,35 mm, les mâles mesurent de 69,35 à 73,55 mm et les femelles de 75,90 à 82,80 mm.

## Systématique et taxinomie
Cette espèce a été décrite sous le protonyme Protoiurus stathiae par Soleglad, Fet, Kovařík et Yağmur en 2012. Elle est placée dans le genre Metaiurus par Parmakelis, Dimitriadou, Evdokia, Gkigkiza, Stathi, Fet, Yağmur et Kovařík en 2022.

## Étymologie
Cette espèce est nommée en l'honneur de l'arachnologiste Iasmi Stathi.

## Publication originale
- Soleglad, Fet, Kovařík & Yağmur, 2012 : « Etudes on Iurids, V. Further Revision of Iurus Thorell, 1876 (Scorpiones: Iuridae), with a Description of a New Genus and Two New Species. » Euscorpius, no 143, p. 1–170 (texte intégral).